# Mathilde Cramer
Mathilde Cramer (født 7. juli 2007 i Greve Strand) er en cykelrytter fra Danmark, der kører for Team Rytger Carl Ras.